# Parectecephala indica
Parectecephala indica är en tvåvingeart som beskrevs av Becker 1911. Parectecephala indica ingår i släktet Parectecephala och familjen fritflugor.
Artens utbredningsområde är Sri Lanka. Inga underarter finns listade i Catalogue of Life.